# Parachi
Parachi, neveliki iranski narod iz srednje Azije srodan Ormurima, naseljen u nekoliko sela u dolini Hindukuša blizu Kabula u Afganistanu. Populacija im iznosi između 5,000 i 6,000, ali materinjskim jezikom koji ima nekoliko dijalekata, govori tek oko 600 ljudi. Sela su im: Nijrau, Tagau, Pachaghan, Shutul i Ghujulan. Po vjeri su muslimani. Kod Paracha u dolini Shutul, odnosno u njihovom ogranku Šutuli (Shutuli), značajnu ulogu igra gljiva Amanita muscaria koju sakupljaju u kasno proljeće. Koriste je kao stimulans uz prethodno kuhanje i dodavanje nekih drugih ingredijenata.

## Jezik
- parački jezik, pripada iranskoj skupini jezika.